# Кріолітологія
Кріолітологія — наука, що вивчає геологічні процеси та їх літологічний і геоморфологічний ефект у зв'язку з промерзанням і протаванням гірських порід, тобто з льодоутворенням або зникненням криги в земній корі. Може розглядатися як розділ мерзлотознавства (геокріолітології) або окремий напрям в географії. Термін кріолітологія був уведений до літературного вжитку Є. М. Катасоновим і П. А. Шумським 1955 року.